# Kostel svatého Šimona a Judy (Starý Rokytník)
Kostel svatého Šimona a Judy je římskokatolický orientovaný filiální, dříve farní kostel ve Starém Rokytníku. Patří do arciděkanství Trutnov I. Kostel je chráněn jako kulturní památka. Je situovaný na návrší na kraji vesnice.

## Historie
Původní gotický kostel zmiňovaný roku 1384 byl zničen v roce 1430. Znovu byl vybudován v barokním slohu v roce 1752, kdy byl filiálním kostelem pro žirečské jezuity.

## Architektura
Obdélná loď přechází ústupkem do užšího, rovně uzavřeného kněžiště. Na západní straně lodi je čtvercová předšíň s novogotickým portálem a okny krytá sedlovou střechou, na severní straně je boční kaple. Na severní straně kněžiště je sakristie a na východní straně hranolovitá věž. Západní průčelí je ukončeno trojúhelníkovým štítem se segmentovými a kruhovými půdními okénky. Zvon z druhé půlky 16. století. Od roku 2007 probíhá rekonstrukce.

## Interiér
Zvláštností kostela je, že není orientován hlavním oltářem k východu, ale spíše k západu.

## Bohoslužby
Pravidelné bohoslužby se v kostele nekonají.